# Domats
Domats est une commune française située dans le département de l'Yonne en région Bourgogne-Franche-Comté.

## Géographie

### Climat
Pour des articles plus généraux, voir Climat de la Bourgogne-Franche-Comté et Climat de l'Yonne.
En 2010, le climat de la commune est de type climat océanique dégradé des plaines du Centre et du Nord, selon une étude du Centre national de la recherche scientifique s'appuyant sur une série de données couvrant la période 1971-2000. En 2020, Météo-France publie une typologie des climats de la France métropolitaine dans laquelle la commune est exposée à un climat océanique altéré et est dans la région climatique  Nord-est du bassin Parisien, caractérisée par un ensoleillement médiocre, une pluviométrie moyenne régulièrement répartie au cours de l’année et un hiver froid (3 °C). 
Pour la période 1971-2000, la température annuelle moyenne est de 10,6 °C, avec une amplitude thermique annuelle de 15,6 °C. Le cumul annuel moyen de précipitations est de 733 mm, avec 11,7 jours de précipitations en janvier et 7,9 jours en juillet. Pour la période 1991-2020, la température moyenne annuelle observée sur la station météorologique de Météo-France la plus proche, « Savigny-sur-Clairis », sur la commune de Savigny-sur-Clairis à 5 km à vol d'oiseau, est de 11,3 °C et le cumul annuel moyen de précipitations est de 732,3 mm. 
La température maximale relevée sur cette station est de 41,9 °C, atteinte le 25 juillet 2019 ; la température minimale est de −21 °C, atteinte le 16 janvier 1985,,. 
Les paramètres climatiques de la commune ont été estimés pour le milieu du siècle (2041-2070) selon différents scénarios d'émission de gaz à effet de serre à partir des nouvelles projections climatiques de référence DRIAS-2020. Ils sont consultables sur un site dédié publié par Météo-France en novembre 2022.

## Urbanisme

### Typologie
Au 1er janvier 2024, Domats est catégorisée commune rurale à habitat dispersé, selon la nouvelle grille communale de densité à sept niveaux définie par l'Insee en 2022.
Elle est située hors unité urbaine et hors attraction des villes,.

### Occupation des sols
L'occupation des sols de la commune, telle qu'elle ressort de la base de données européenne d’occupation biophysique des sols Corine Land Cover (CLC), est marquée par l'importance des territoires agricoles (62,5 % en 2018), une proportion sensiblement équivalente à celle de 1990 (63,1 %). La répartition détaillée en 2018 est la suivante :
terres arables (41,4 %), forêts (33,1 %), zones agricoles hétérogènes (19,1 %), eaux continentales (2,5 %), prairies (2 %), zones urbanisées (1,8 %). L'évolution de l’occupation des sols de la commune et de ses infrastructures peut être observée sur les différentes représentations cartographiques du territoire : la carte de Cassini (XVIIIe siècle), la carte d'état-major (1820-1866) et les cartes ou photos aériennes de l'IGN pour la période actuelle (1950 à aujourd'hui).

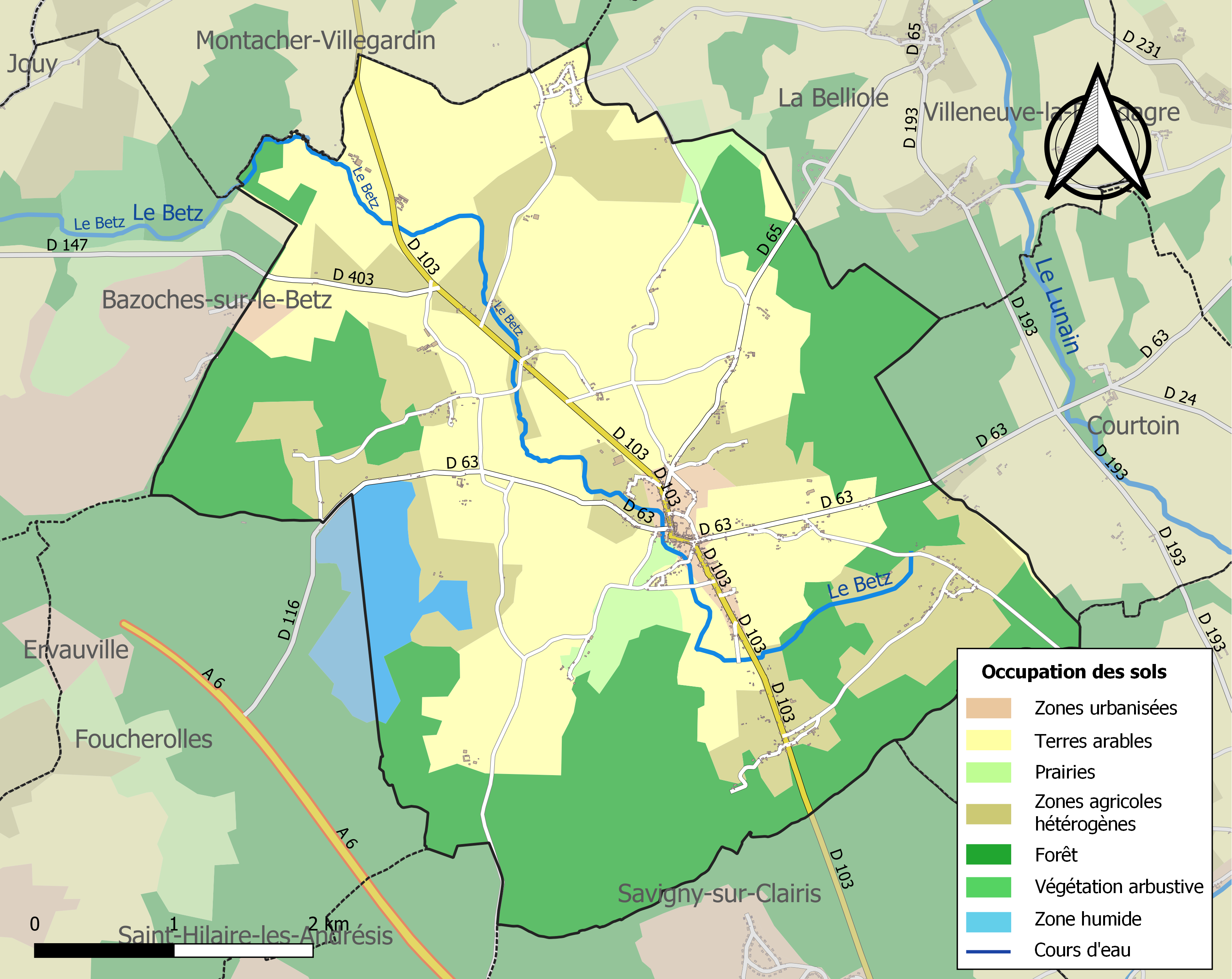
Carte des infrastructures et de l'occupation des sols de la commune en 2018 (CLC).

## Toponymie
L'orthographe de Domats a évolué à travers les siècles : Domacum au VIe siècle, Dummaz au IXe siècle, Domaz en 1193, Dampmaz en 1362, Domaz en 1453, Domatz en 1528, Domas en 1786, Domats de nos jours (le « t » et le « s » ne se prononcent pas).
Cette commune est seule à porter ce nom en France, mais un hameau situé à quelques kilomètres, sur le territoire de la commune de Dicy, se nomme les Domats.

## Histoire
Il semblerait que le lieu fut habité très tôt. Marais, étangs, sources et forêts furent sans doute des facteurs déterminants. Mais c'est probablement vers le VIe siècle que le village prit forme.
Au IXe siècle, il faisait partie du pagus de Sens. En 1193, le chapitre de Saint-Julien-du-Sault prit possession des lieux, puis les chartreux de Béon en 1362 et enfin les célestins de Sens en 1528 (il reste, pour mémoire, le quartier des Célestins). La moinerie de Mellereau, le prieuré de Notre-Dame-des-Brûlés disparus depuis bien longtemps, mais aussi le lieu-dit du Metz l'Abbesse, avec son chemin des Nonnes, ou chemin des Dames, attestent de la présence des religieux sur le territoire.
D'autres noms de lieux-dits révèlent que des visites royales honorèrent le village (la source de la Reine, la pièce de la Reine, les prés de la Reine, le gué de la Reine) ; il est vrai que le château de Galetas recevait la cour (Charles IV le Bel, Philippe V, Philippe le Bel, Philippe VI) et que toute la région était chasse royale.
Mais la guerre de Cent ans, dont Robert Knolles, chef de guerre anglais surnommé « le vieux bandit », est l'une des plus sinistres figures, ravage le village en 1358. Il ne reste alors plus que ruines et que cendres. En 1383, soit 26 ans après, « le château est en épines et en désert... ». Ce texte, extrait de l'acte d'aveu et dénombrement de Raymond de Mareuil, prouve que l'existence d'un château à Domats n'est pas une légende. Mais où se situait-il ? Au lieu-dit de la Motte Gâteau, sur l'ancienne route de Domats à Courtenay, ou au cœur du village ?

## Politique et administration

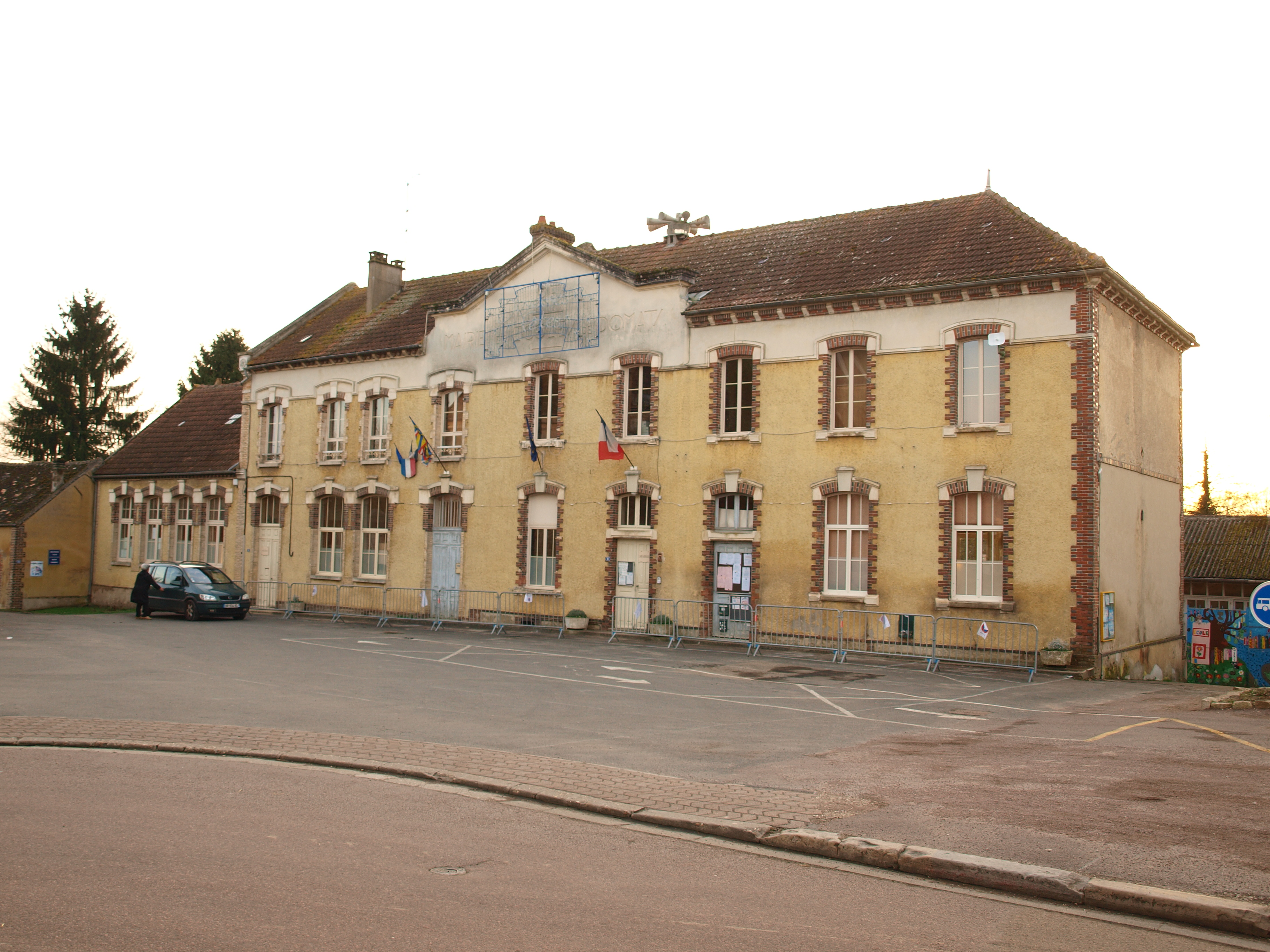
Mairie

| Période | Période | Identité           | Étiquette | Qualité |
| ------- | ------- | ------------------ | --------- | ------- |
| 1942    | 1953    | Louis Guillaumet   |           |         |
| 1953    | 1989    | Pierre Marois      |           |         |
| 1989    | 2001    | Edmir Parenty      |           |         |
| 2001    | 2008    | Joël Filot         |           |         |
| 2008    |         | Jean-Pierre Mollet |           |         |

## Démographie
L'évolution du nombre d'habitants est connue à travers les recensements de la population effectués dans la commune depuis 1793. Pour les communes de moins de 10 000 habitants, une enquête de recensement portant sur toute la population est réalisée tous les cinq ans, les populations de référence des années intermédiaires étant quant à elles estimées par interpolation ou extrapolation. Pour la commune, le premier recensement exhaustif entrant dans le cadre du nouveau dispositif a été réalisé en 2006.

En 2022, la commune comptait 795 habitants, en évolution de −4,33 % par rapport à 2016 (Yonne : −1,95 %, France hors Mayotte : +2,11 %).
| 1793 | 1800 | 1806 | 1821 | 1831 | 1836 | 1841 | 1846 | 1851 |
| ---- | ---- | ---- | ---- | ---- | ---- | ---- | ---- | ---- |
| 758  | 745  | 842  | 677  | 714  | 738  | 705  | 778  | 884  |

| 1856 | 1861 | 1866 | 1872 | 1876 | 1881 | 1886 | 1891 | 1896 |
| ---- | ---- | ---- | ---- | ---- | ---- | ---- | ---- | ---- |
| 863  | 917  | 978  | 928  | 940  | 927  | 910  | 891  | 880  |

| 1901 | 1906 | 1911 | 1921 | 1926 | 1931 | 1936 | 1946 | 1954 |
| ---- | ---- | ---- | ---- | ---- | ---- | ---- | ---- | ---- |
| 936  | 924  | 900  | 720  | 740  | 710  | 632  | 672  | 648  |

| 1962 | 1968 | 1975 | 1982 | 1990 | 1999 | 2006 | 2011 | 2016 |
| ---- | ---- | ---- | ---- | ---- | ---- | ---- | ---- | ---- |
| 604  | 610  | 513  | 540  | 541  | 596  | 713  | 872  | 831  |

| 2021 | 2022 | - | - | - | - | - | - | - |
| ---- | ---- | - | - | - | - | - | - | - |
| 801  | 795  | - | - | - | - | - | - | - |

## Lieux et monuments
L’étang de Galetas classé en zone de protection spéciale du réseau Natura 2000.

## Personnalités liées à la commune
Loana vit à Domats en 2013.

## Événements
- La ronde des 16 clochers ;
- Feu d'artifice ;
- Vide-grenier.
- Tennis de table niveau régionale et pré-nationale